# Agner Krarup Erlang
Agner Krarup Erlang (født 1. januar 1878 i Lønborg, død 3. februar 1929 i København) var en dansk matematiker, statistiker og ingeniør. Måleenheden Erlang er opkaldt efter ham på grund af hans analyser af belastningen på telefonnet. Desuden er programmeringssproget Erlang, udviklet i det svenske teleselskab Ericsson, tillige opkaldt efter ham. Han arbejdede en årrække for KTAS.
Erlang stod også for Erlangs logaritmetabeller med 4-cifre og andre matematiske og statistiske tabeller. Logaritmetabellen blev benyttet i den gamle Mellemskole og Realskole. Det var før Lommeregner og PC blev opfundet. 
Han er begravet på Sundby Kirkegård.

## Eksternt link
- Biografi på Millennium Mathematics Project
- Agner Krarup Erlang på gravsted.dk